# Emma Stenlöf
Emma Stenlöf, född 25 juni 1996, är en svensk friidrottare (mångkamp). Hon tävlar för Västerås FK. Hon vann SM-guld i sjukamp år 2014.
Stenlöf deltog 2015 vid junior-EM i Eskilstuna och kom då i sjukampen in på en 6:e plats med 5 600 poäng.

## Personliga rekord
| Utomhus - 100 meter – 12,42 (Göteborg 28 juni 2014) - 100 meter – 12,35 (medvind) (Växjö 21 september 2012) - 200 meter – 25,12 (Tammerfors, Finland 14 juni 2014) - 800 meter – 2:22,45 (Tammerfors, Finland 15 juni 2014) - 100 meter häck – 13,81 (Göteborg 29 juni 2014) - Höjd – 1,81 (Kalmar 14 september 2013) - Stav – 3,15 (Göteborg 29 maj 2011) - Längd – 6,04 (Söderhamn 8 augusti 2015) - Längd – 5,97 (Stockholm 18 augusti 2012) - Tresteg – 12,04 (Hässleholm 7 augusti 2016) - Tresteg – 12,23 (medvind) (Västerås 29 maj 2014) - Kula – 13,85 (Varberg 17 maj 2014) - Kula – 13,11 (Hässleholm 8 augusti 2016) - Spjut – 42,06 (Eskilstuna 17 juli 2015) - Sjukamp – 5 795 (Tammerfors, Finland 15 juni 2014) | Inomhus - 60 meter – 7,98 (Västerås 25 januari 2015) - 200 meter – 25,95 (Huddinge 19 januari 2013) - 60 meter häck – 8,71 (Sätra 26 januari 2014) - 60 meter häck – 8,71 (Sätra 22 februari 2015) - Höjd – 1,79 (Göteborg 28 februari 2015) - Stav – 3,26 (Göteborg 14 januari 2011) - Längd – 6,06 (Sätra 22 februari 2015) - Tresteg – 12,29 (Sätra 16 januari 2014) - Kula – 13,39 (Göteborg 28 februari 2015) - Femkamp U18 – 3 792 (Göteborg 11 mars 2012) |

### Fotnoter
1. ↑  ”SM i mångkamp 2014” (pdf). smfriidrott.com. Arkiverad från originalet den 4 april 2015. https://web.archive.org/web/20150404185716/http://smfriidrott.com/sites/default/files/groupfiles/smdec14resultatX.pdf. Läst 25 mars 2015.
2. 1 2 3 4 5 6 7 8 9 10 11 12 13  ”Personsida på European Athletics' webbplats”. european-athletics.org. http://www.european-athletics.org/athletes/group=s/athlete=136503-stenlof-emma/index.html. Läst 27 oktober 2016.
3. ↑  ”European Athletics U20 Championships - Eskilstuna 2015” (på engelska). european-athletics.org. http://www.european-athletics.org/competitions/european-athletics-u20-championships/history/year=2015/results/index.html. Läst 30 oktober 2017.
4. ↑  Hedman, Jonas (17 juli 2015). ”Två av tre topp-10”. friidrott.se. Arkiverad från originalet den 7 november 2017. https://web.archive.org/web/20171107012646/http://www.friidrott.se/nyheter.aspx?id=18379. Läst 30 oktober 2017.
5. 1 2 3 4 5 6 7 8 9 10 11 12 13 14 15 16 17 18 19 20 21 22  ”Personsida på AllAthletics”. all-athletics.com. Arkiverad från originalet den 19 april 2016. https://web.archive.org/web/20160419104419/http://www.all-athletics.com/en-us/athlete/409754. Läst 27 oktober 2016.
6. 1 2 3 4 5 6 7 8  ”Personsida hos IAAF”. iaaf.org. https://www.iaaf.org/athletes/sweden/emma-stenlof-275446. Läst 27 oktober 2016.